# Szentbékkálla
Szentbékkálla es un pueblo ubicado en el distrito de Tapolca, en el condado de Veszprém, Hungría.

## Superficie
Posee una superficie de 10,70 kilómetros cuadrados.

## Demografía
Hasta 2019 la población era de 176 habitantes, con una densidad de población de 16,45 habitantes por kilómetro cuadrado.